# Podbuż (gmina)
Podbuż - dawna gmina wiejska w powiecie drohobyckim województwa lwowskiego II Rzeczypospolitej. Siedzibą gminy był Podbuż.
Gminę utworzono 1 sierpnia 1934 r. w ramach reformy na podstawie ustawy scaleniowej z dotychczasowych gmin wiejskich: Bystrzyca, Opaka, Podbuż, Podmanasterek, Smolna, Stronna, Uroż, Winniki, Załokieć i Zdzianna.
Po II wojnie światowej obszar gminy znalazł się w ZSRR.